# Flugplatz Kempen Budel

i8
i11
i13
Der Flugplatz Kempen Budel (niederländisch: Vliegveld Kempen; ICAO-Code: EHBD) ist ein öffentlicher Flugplatz, 10 km westlich von Weert, Provinz Limburg in den Niederlanden.
Am 26. Juli 1970 wurde der Flugplatz Kempen unter dem Namen „Airportterrain Budel“ eröffnet. Gründer und Eigentümer des Flugplatzes ist W. M.Fransen. Der Flugplatz wurde vom Verkehrsminister als öffentliches internationales Flugplatzgelände in Auftrag gegeben. Kurz nach der Eröffnung wurde die Flugschule De Kempen gegründet. Im Jahr 1991 wurde eine befestigte Landebahn mit einer Länge von 930 Metern gebaut. Heutzutage verfügt der Flugplatz Kempen über eine Beton-/Asphaltpiste mit einer Länge von 1199 Metern und einer Breite von 23 Metern und eine Graspiste von 600 m Länge. Er liegt auf 35 m Seehöhe.
Heute finden am Flugplatz Kempen jährlich mehr als 80.000 Flugbewegungen statt. Diese bestehen aus Trainingsflügen, Geschäftsflügen, Inspektionsflügen für verschiedene Behörden und Unternehmen, Sanitäts- und Polizeiflügen, Foto- und Kartografiemissionen sowie Privatflügen.